# Сатурн (премія, 2009)
35-а церемонія вручення нагород премії «Сатурн» за заслуги в царині кінофантастики, зокрема в галузі наукової фантастики, фентезі та жахів за 2008 рік, яка відбулася 25 червня 2009 року.

## Лауреати і номінанти
Нижче наведено повний список номінантів та переможців. Переможці виділені жирним шрифтом.

### Фільми
| Найкращий актор | Найкраща акторка |
| --- | --- |
| - Роберт Дауні (молодший) — за роль Тоні Старка / Залізна людина у фільмі Залізна людина - Вілл Сміт — за роль Джона Генкока у фільмі Хенкок - Гаррісон Форд — за роль Індіана Джонса у фільмі Індіана Джонс і королівство кришталевого черепа - Бред Пітт — за роль Бенджаміна Баттона у фільмі Загадкова історія Бенджаміна Баттона - Крістіан Бейл — за роль Брюса Вейна / Бетмен у фільмі Темний лицар - Том Круз — за роль Клауса Шенк фон Штауффенберга у фільмі Операція „Валькірія“ | - Анджеліна Джолі — за роль Христини Коллінз у фільмі Підміна - Джуліанна Мур — за роль дружини доктора у фільмі Сліпота - Гвінет Пелтроу — за роль Вірджинії «Пеппер» Поттс у фільмі Залізна людина - Кейт Бланшетт — за роль Дейзі у фільмі Загадкова історія Бенджаміна Баттона - Меггі Джилленгол — за роль Рейчел Доуз у фільмі Темний лицар - Емілі Мортімер — за роль Джессі у фільмі Транссибірський експрес                                                       |
| Найкращий актор другого плану | Найкраща акторка другого плану |
| - Гіт Леджер — за роль Джокера у фільмі Темний лицар - Джефф Бріджес — за роль Обедаї Стейн у фільмі Залізна людина - Аарон Екгарт — за роль Гарві Дента / Дволикий у фільмі Темний лицар - Вуді Гаррельсон — за роль Роя у фільмі Транссибірський експрес - Шая Лабаф — за роль Генрі «Метт Віллямс» Джонса III у фільмі Індіана Джонс і королівство кришталевого черепа - Білл Нагі — за роль Фрідріха Ольбріхта у фільмі Операція „Валькірія“                                            | - Тільда Свінтон — за роль Елізабет Еббот у фільмі Загадкова історія Бенджаміна Баттона - Джоан Аллен — за роль Геннессі у фільмі Смертельні перегони - Шарліз Терон — за роль Мері Ембрі у фільмі Хенкок - Джуді Денч — за роль М у фільмі Квант милосердя - Куриленко Ольга — за роль Каміли у фільмі Квант милосердя - Каріс ван Гаутен — за роль Ніни фон Штауффенберг у фільмі Операція „Валькірія“                                                                   |
| Найкращий молодий актор чи акторка | Найкращий сценарій |
| - Джейден Сміт — за роль Джейкоба Бенсона у фільмі День, коли Земля зупинилась - Фредді Гаймор — за роль Джареда Грейса / Саймона Грея у фільмі Спайдервік: Хроніки - Ліна Леандерссон — за роль Елі у фільмі Впусти мене - Дів Патель — за роль Джамаля у фільмі Мільйонер із нетрів - Катінка Унтару — за роль Олександрії у фільмі Позамежжя - Брендон Волтерз — за роль Налла у фільмі Австралія                                                                                        | - Джонатан Нолан, Крістофер Нолан — Темний лицар - Марк Фергус, Гоук Остбі, Арт Маркум, Метт Голловей — Залізна людина - Девід Кепп, Джон Кемпс — Місто привидів - Юн Айвіде Ліндквіст — Впусти мене - Ерік Рот — Загадкова історія Бенджаміна Баттона - Джозеф Майкл Стражинськи — Підміна |
| Найкращий режисер | Найкращий костюм |
| - Джон Фавро — Залізна людина - Стівен Спілберг — Індіана Джонс і королівство кришталевого черепа - Клінт Іствуд — Підміна - Девід Фінчер — Загадкова історія Бенджаміна Баттона - Ендрю Стентон — ВОЛЛ·І - Крістофер Нолан — Темний лицар - Браян Сінгер — Операція «Валькірія» | - Мері Зофрес — Індіана Джонс і королівство кришталевого черепа - Джоанна Джонстон — Операція «Валькірія» - Ісіда Муссенден — Хроніки Нарнії: Принц Каспіан - Лінді Хеммінг — Темний лицар - Дебора Хоппер — Підміна - Катерина Мартін — Австралія |
| Найкращий грим | Найкращі спецефекти |
| - Грег Канном — Загадкова історія Бенджаміна Баттона - Майк Елізальде — Хеллбой 2: Золота армія - Джеральд Квіст — Грім у тропіках - Пол Хайєтт — Судний день - Джон Каліоне-молодший і Конор О'Салліван — Темний лицар - Грег Нікотеро та Пол Енгелен — Хроніки Нарнії: Принц Каспіан | - Нік Девіс, Кріс Корбоулд, Тімоті Веббер та Пол Дж. Франклін — Темний лицар - Майк Вассел, Адріан Де Вет, Ендрю Чепмен та Імон Батлер — Хеллбой 2: Золота армія - Пабло Гельман та Ден Судік — Індіана Джонс і королівство кришталевого черепа - Ерік Барба, Стів Пріг, Берт Далтон та Крейг Беррон — Загадкова історія Бенджаміна Баттона - Джон Нельсон, Бен Сноу, Ден Судік та Шейн Махан — Залізна людина - Дін Райт та Венді Роджерс — Хроніки Нарнії: Принц Каспіан |
| Найкраща музика | Найкращий науково-фантастичний фільм |
| - Ганс Циммер та Джеймс Ньютон Говард — Темний лицар - Джон Павелл — Телепорт - Джон Оттман — Операція «Валькірія» - Александр Деспла — Загадкова історія Бенджаміна Баттона - Рамін Джаваді — Залізна людина - Клінт Іствуд — Підміна | - Залізна людина - Орлиний зір - Індіана Джонс і королівство кришталевого черепа - Телепорт - День, коли Земля зупинилась - Неймовірний Халк |
| Найкращий пригодницький фільм, бойовик чи трилер | Найкращий фентезійний фільм |
| - Темний лицар - Підміна - Ґран Торіно - Квант милосердя - Зрадник - Операція «Валькірія» | - Загадкова історія Бенджаміна Баттона - Хенкок - Спайдервік: Хроніки - Сутінки - Особливо небезпечний - Хроніки Нарнії: Принц Каспіан |
| Найкращий фільм жахів | Найкращий анімаційний фільм |
| - Хеллбой 2: Золота армія - Карантин - Скабка - Мумія: Гробниця Імператора драконів - Незнайомці - Явище | - ВОЛЛ·І - Вольт - Хортон - Кунг-фу панда - Мадагаскар 2: Втеча до Африки - Зоряні війни: Війни клонів |
| Найкращий фільм іноземною мовою | |
| - Впусти мене - Пограбування на Бейкер-стріт - Заборонене царство - Залягти на дно в Брюгге - Мільйонер із нетрів - Транссибірський експрес | |

### Телебачення
| Найкращий телесеріал | Найкращий телесеріал, зроблений для кабельного телебачення |
| --- | --- |
| - Загублені (ABC) - Герої (NBC) - Надприродне (The CW) - Життя на Марсі (NBC) - Термінатор: Хроніки Сари Коннор (Fox) - Межа(Fox) | - Зоряний крейсер «Галактика» (Syfy) - Шукачка (TNT) - Декстер (Showtime) - Зоряні війни: Війни клонів (Cartoon Network) - Противага (TNT) - Реальна кров (HBO) |
| Найкращий телеактор | Найкраща телеакторка |
| - Едвард Джеймс Олмос — Зоряний крейсер «Галактика» (SyFy) за роль Вільяма Адама - Ноа Вайлі — Бібліотекар: Прокляття Юдиного потиру (TNT) за роль Флінна Карсона - Тімоті Гаттон — Противага (TNT) за роль Нейтана Форда - Майкл Голл — Декстер (Showtime) за роль Декстера Моргана - Метью Фокс — Загублені (ABC) за роль Джека Шепарда - Браян Кренстон — Пуститися берега (AMC) за роль Волтера Вайта | - Мері Макдоннелл — Зоряний крейсер «Галактика» (Syfy) за роль Лори Рослін - Анна Торв — Межа (Fox) за роль Олівії Данхем - Еванджелін Ліллі — Загублені (ABC) за роль Кейт Остін - Ліна Гіді — Термінатор: Хроніки Сари Коннор (Fox) за роль Сари Коннор - Дженніфер Лав Г'юїтт — Та, що говорить з привидами (CBS) за роль Мелінди Гордон - Кіра Седжвік — Шукачка (TNT) за роль Бренди Лі Джонсон - Анна Паквін — Реальна кров (HBO) за роль Сокі Стекгаус |
| Найкращий телеактор другого плану | Найкраща телеакторка другого плану |
| - Едріан Пасдар — Герої (NBC) за роль Нейтана Петреллі - Террі О'Квінн — Загублені (ABC) за роль Джона Лока - Майло Вентімілья — Герої (NBC) за роль Пітера Петреллі - Джош Голловей — Загублені (ABC) за роль Сойєра - Томас Деккер — Термінатор: Хроніки Сари Коннор (Fox) за роль Джона Коннора - Майкл Емерсон — Загублені (ABC) за роль Бена Лайнуса                                                 | - Дженніфер Карпентер — Декстер (Showtime) за роль Дебри Морган - Кеті Сакгофф — Зоряний крейсер «Галактика» (Syfy) за роль Кари Трейс - Юнджин Кім — Загублені (ABC) за роль Сан Хва Квон - Елізабет Мітчелл — Загублені (ABC) за роль Джулієт Берк - Саммер Глау — Термінатор: Хроніки Сари Коннор (Fox) за роль Камерон - Гейден Панеттьєр — Герої (NBC) за роль Клер Беннет                                                                               |
| Найкраща телевізійна презентація | |
| - Бібліотекар: Прокляття Юдиного потиру (TNT) - Пуститися берега (AMC) - Єрихон (CBS) - 24: Викуп (Fox) - Останній тамплієр (NBC) - Вірус Андромеда (A&E) | |

### Домашня колекція
| Найкращий DVD або Blu-ray фільм | Найкращий DVD класичний фільм |
| --- | --- |
| - Джек Брукс: Вбивця монстрів - Зоряний десант 3: Мародер - Застряглий - Resident Evil: Дегенерація - Смерть Яна Стоуна - Здобич | - Психо (Серія універсальної спадщини) - Спляча красуня - Жах перед Різдвом - Смертельний потяг - Касабланка (Остаточне колекційне видання) - Портрет Доріана Грея                                  |
| Найкращий DVD або Blu-ray спецвипуск | Найкращий телевізійний DVD-реліз |
| - Імла (Спеціальне видання на 2 дисках) - Зодіак (Режисерська версія) - Темний лицар (Спеціальне видання на двох дисках) - Темне місто (Режисерська версія) - Таємниці Лос-Анджелеса (Спеціальне видання на двох дисках) - Братство вовка (Спеціальне видання на двох дисках)                                  | - Місячне світло (Повна серія) - Герої (2 сезон) - Тюдори (Повний другий сезон) - Загублені (Повна четверта серія) - Торчвуд (2 сезон) - Жнець (1 сезон) - Доктор Хто (Повна четверта серія)        |
| Найкраща колекція DVD фільмів | Найкращий ретро-серіал на DVD |
| - Хрещений батько (Реставрація Копполи) - Підземний будинок привидів Збірка восьми фільмів - Театр таємничої науки 3000 (Ювілейне видання до 20-річчя) - Брудний Гаррі (Остаточне колекційне видання) - Ебботт і Костелло (Повна колекція універсальної серії) - Планета мавп (Колекція до 40-річчя (Blu-ray)) | - Загарбники (1 і 2 сезони) - Місія нездійсненна (4 і 5 сезони) - Закумарені (Повна серія) - Неймовірний Халк (Повна серія) - Коломбо (Колекція таємничих фільмів 1990) - Ранковий випуск (1 сезон) |

### Особливі нагороди
| Нагорода                                          | Лауреати             |
| ------------------------------------------------- | -------------------- |
| Премія за досягнення (Lifetime Achievement Award) | • Леонард Німой      |
| Нагорода за кар’єру (Life Career Award)           | • Ленс Генріксен     |
| Нагорода візионеру (Visionary Award)              | • Джеффрі Катценберг |